# Brandýs nad Labem-Stará Boleslav
Brandýs nad Labem-Stará Boleslav là một thị trấn thuộc huyện Praha-východ, vùng Středočeský, Cộng hòa Séc.

## Thành phố kết nghĩa
Brandýs nad Labem-Stará Boleslav kết nghĩa với:
- Dunaivtsi, Ukraina
- Gödöllő, Hungary
- Montescudaio, Ý

## Hình ảnh

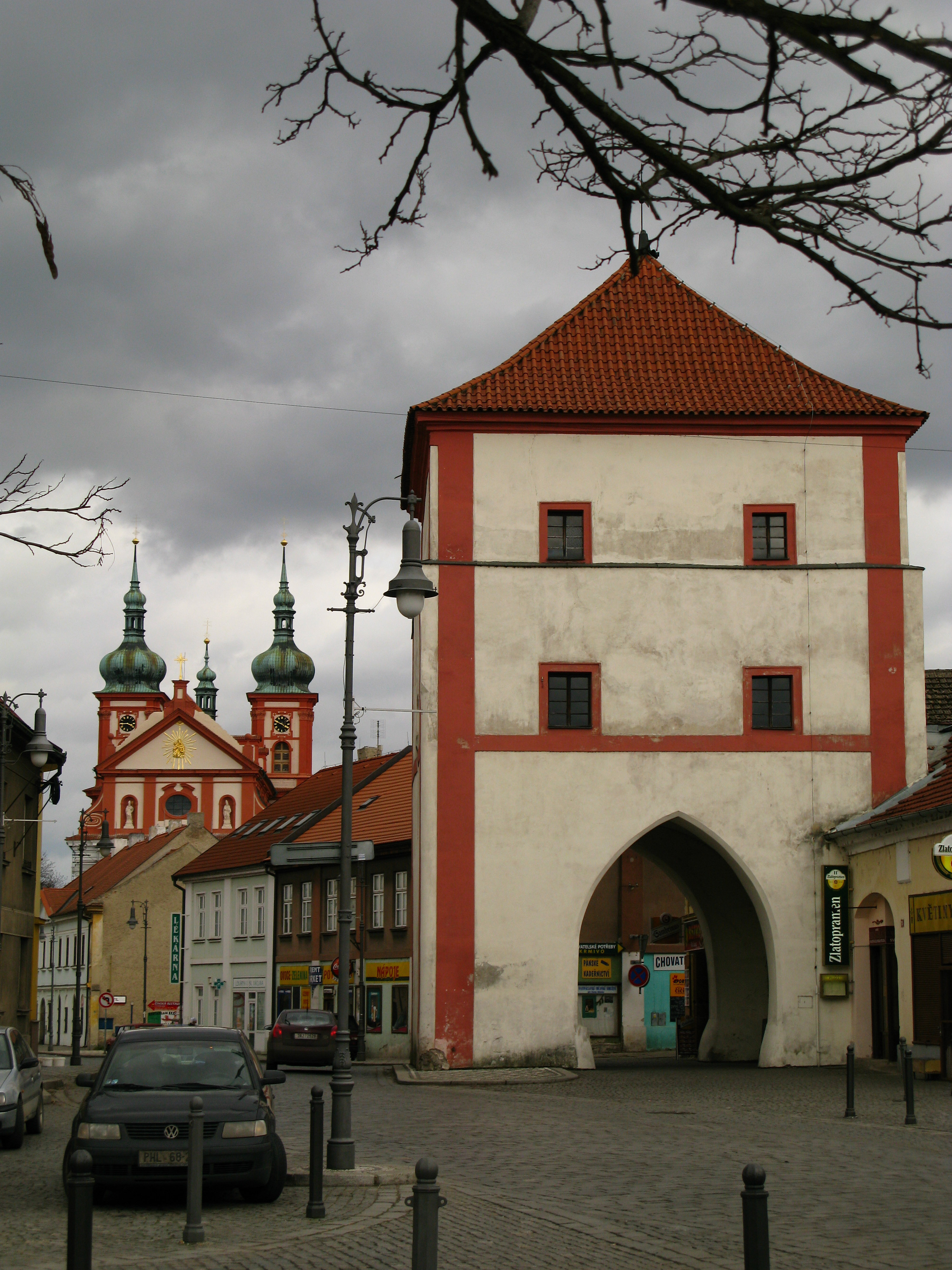
Một tòa tháp thời Trung Cổ
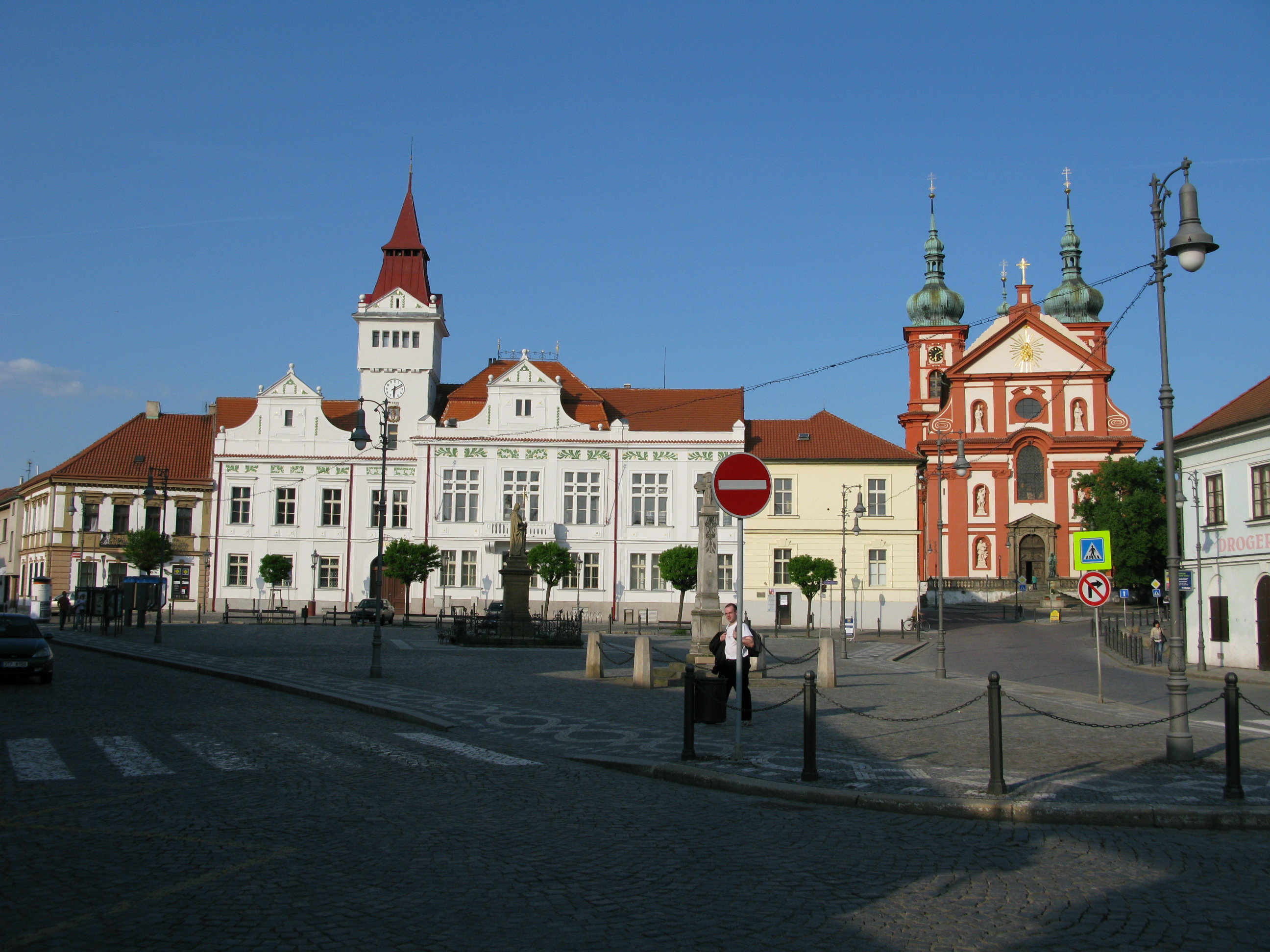
Trung tâm thị trấn
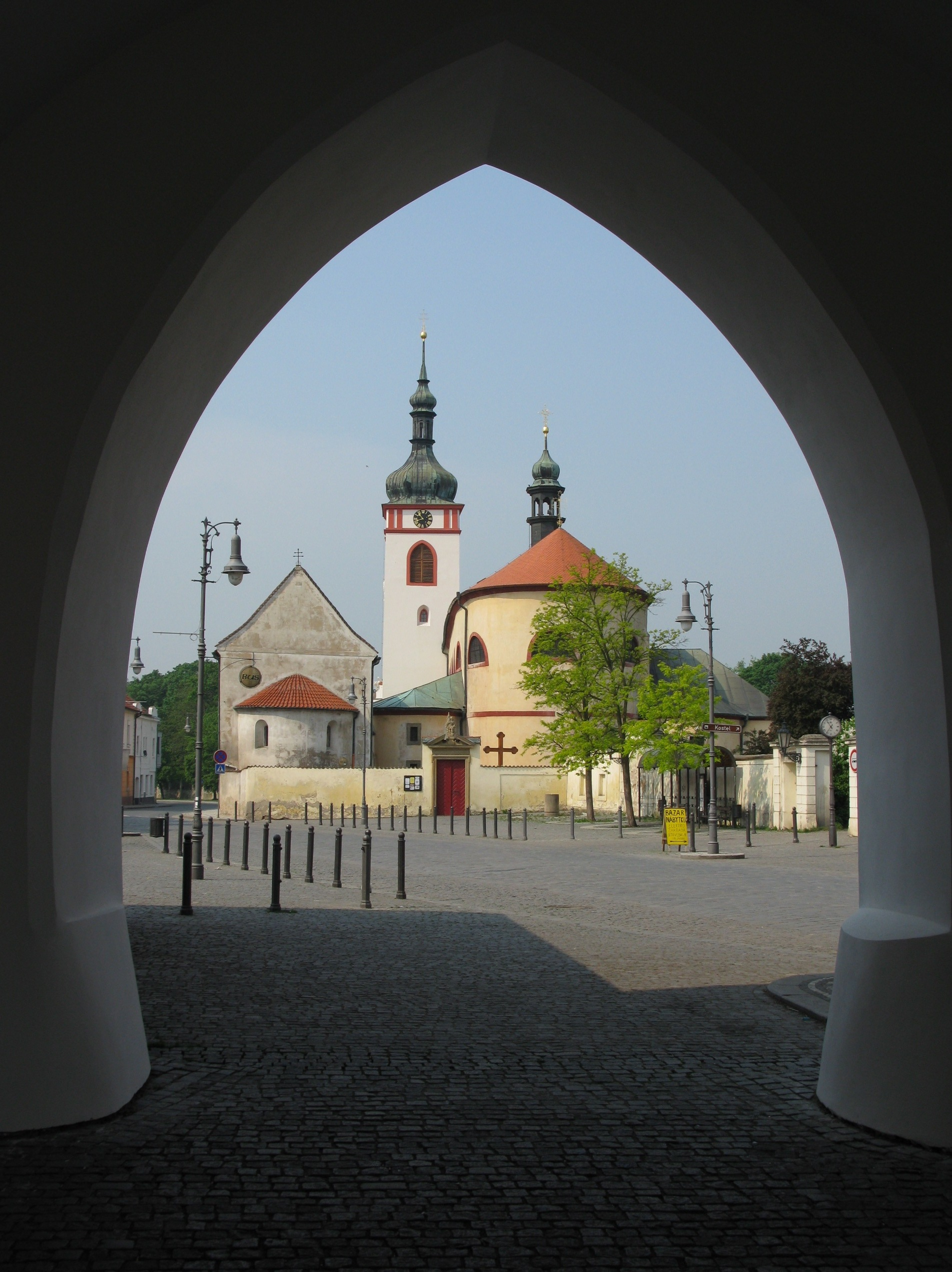
Vương cung thánh đường Thánh Wenceslaus